# Angram
Angram is een plaats en civil parish in het bestuurlijke gebied Selby, in het Engelse graafschap North Yorkshire.